# Níkos Pappás (basket-ball)
Pour les articles homonymes, voir Níkos Pappás et Pappas.
Nikólaos « Níkos » Pappás (en grec moderne : Νικόλαος "Νίκος" Παππάς), né le 11 juillet 1990 à Maroússi, est un joueur grec de basket-ball qui évolue au poste au poste d'arrière. 
Membre de SYRIZA, il devient député européen pour la Grèce en 2024.

## Biographie
À l'été 2007, Pappás participe au Championnat d'Europe des 18 ans et moins qui se déroule en Espagne. La Grèce, menée par le MVP du tournoi Kosta Koufos, perd en finale contre la Serbie et Pappás marque en moyenne 13,4 points par rencontre.
À l'été 2008, Pappás participe au Championnat d'Europe des 18 ans et moins qui se déroule en Grèce. L'équipe de Grèce remporte le championnat et Pappás fait partie de l'équipe type de la compétition avec le MVP lituanien Donatas Motiejūnas, le Croate Mario Delaš, le Grec Kóstas Sloúkas et le Turc Enes Kanter.
Il quitte la Grèce et signe un contrat de 5 ans avec Bilbao Basket qui le prête à l'équipe B du Real Madrid qui évolue en 4e division. Il joue avec d'autres jeunes prometteurs comme Nikola Mirotić ou Bojan Bogdanović.
Au printemps 2009, il participe au Nike Hoop Summit. L'équipe mondiale bat les joueurs des États-Unis et Pappás, réalise 4 interceptions.
En juillet 2009, Pappás participe au Championnat du monde des 19 ans et moins. La Grèce est battue en finale par les États-Unis et Pappás fait partie de l'équipe type de la compétition avec le MVP croate Mario Delaš et son compatriote Toni Prostran (en) et les Américains Gordon Hayward et Tyshawn Taylor. Il enchaine en jouant au Championnat d'Europe des 20 ans et moins que la Grèce remporte. Pappás marque en moyenne 12,8 points par rencontre et le MVP est son coéquipier Kóstas Papanikoláou.
Sa saison au Real ne convainc par le Bilbao Basket de le prendre en équipe première et il est prêté au Kolossós Ródou pour la saison 2009-2010. Pappás est élu meilleur jeune joueur du championnat de Grèce.
À l'été 2010, Pappás participe au Championnat d'Europe des 20 ans et moins qui se déroule en Croatie. La Grèce est battue en finale par la France et Pappás, meilleur marqueur de la compétition avec 22,1 points par rencontre (en 35,4 minutes par rencontre) est nommé dans l'équipe type avec le MVP français Andrew Albicy, le Croate Mario Delaš, l'Espagnol Nikola Mirotić et le Grec Kóstas Papanikoláou.
En 2011, il est licencié de Bilbao pour problème de comportement. Il trouve une place au PAOK Salonique début 2012. Puis à la fin de la saison, Pappás signe un contrat avec le Paniónios.
Pappás participe à l'EuroCoupe 2012-2013 avec le Paniónios. Il finit deuxième meilleur marqueur de la saison régulière de l'EuroCoupe (en total et 3e en moyenne avec 19,8 points par rencontre, derrière Walter Hodge et Tywain McKee) et meilleur intercepteur. Le Paniónios est cependant éliminé de la compétition dès la saison régulière. Il finit aussi meilleur marqueur du championnat de Grèce avec 16,7 points de moyenne (devant Brent Petway et son coéquipier Vladimir Janković) et meilleur joueur à l'efficacité mais le Paniónios est éliminé en demi-finale des playoffs par le Panathinaïkós. Il fait aussi partie du meilleur cinq du championnat, là encore avec Janković.
En juin 2013, Pappás rejoint le Panathinaïkós avec Janković en y signant un contrat de 3 ans.
Pappás participe à la préparation de l'équipe de Grèce pour le Championnat d'Europe de basket-ball 2013 mais est écarté de la sélection par l'entraîneur Andrea Trinchieri pour manque de motivation.
Pappás est nommé meilleur joueur de la 3e journée des quarts de finale de l'Euroligue 2014-2015. Il permet au Panathinaïkós de remporter une manche (86-85) face au CSKA Moscou mais son équipe est toutefois éliminée en 4 manches.
En janvier 2019, Pappás se déchire un ligament croisé antérieur du genou gauche lors d'un entraînement et est contraint de subir une opération chirurgicale qui doit le tenir éloigné de la compétition pendant plusieurs mois.
En décembre 2022, Pappás retourne au Panathinaïkós.
Il prend sa retraite à l'issue de la saison 2022-2023.